# Hilton San Francisco Tower 1
Hilton San Francisco Tower 1 je mrakodrap v kalifornském městě San Francisco. Má 46 pater a výšku 150,3 metrů, je tak 20. nejvyšší mrakodrap ve městě. Byl dokončen v roce 1971 a za designem budovy stojí John Carl Warnecke and Associates. V budově se nachází hotel.